# 弗吉尼亚大道
弗吉尼亚大道（Virginia Avenue）是华盛顿哥伦比亚特区西北区、西南区和东南区的一条街道。像华盛顿其他以州名命名的街道一样，它对角线穿越由由字母命名的东西走向道路和以数字命名的南北走向道路构成的格子路网。
许多著名的地标邻近弗吉尼亚大道，包括水门综合大厦、乔治华盛顿大学、泛美卫生组织、哈里·S·杜鲁门大楼（美国国务院总部）、美国内政部大楼、约翰·肯尼迪表演艺术中心和西波托马克公园。
弗吉尼亚大道西北区的西端终点在岩溪和波托马克大路（Rock Creek and Potomac Parkway）；东端终点在17街和18街之间的宪法大道。
38°53′47.1″N 77°2′55.4″W / 38.896417°N 77.048722°W截至2021年2月，华盛顿特区交通运输部提议在宪法大道与岩溪和波托马克大路之间为弗吉尼亚大道西北区提供自行车道。